# قصر طوكيو الإمبراطوري

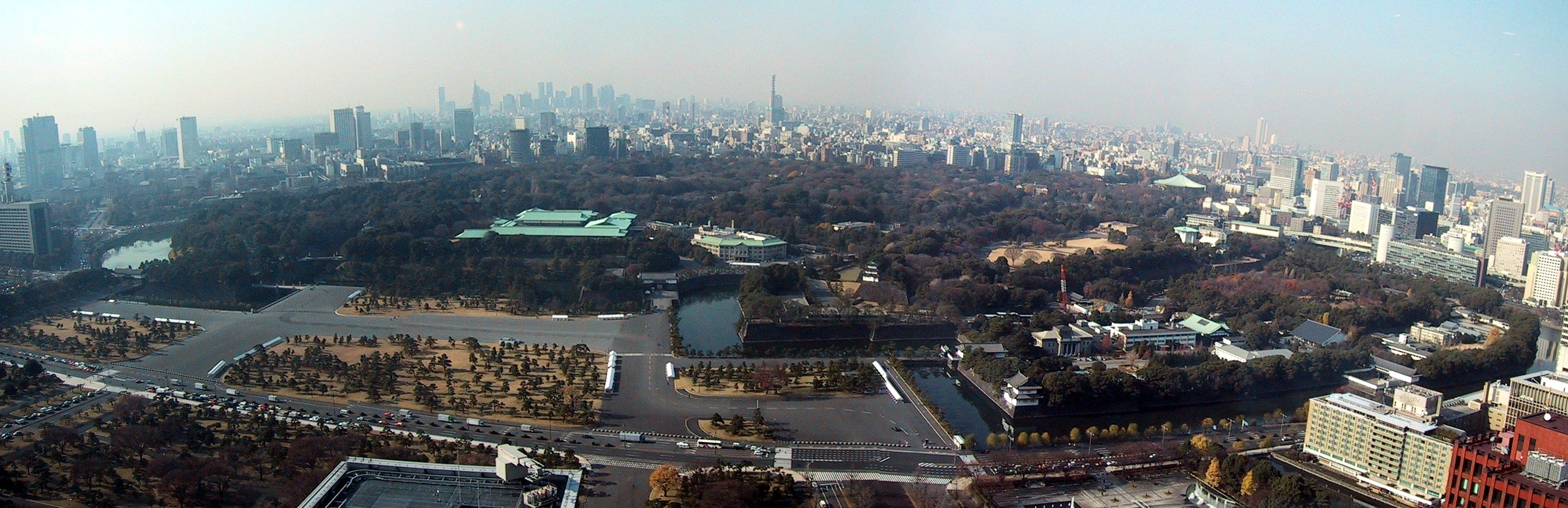
بانوراما قصر طوكيو الإمبراطوري

قصر طوكيو الإمبراطوري (باليابانية: 皇居، بالروماجي: kōkyo) هو مقر الإقامة الرسمي لإمبراطور اليابان. يقع القصر في حي تشيودا بطوكيو، بالقرب من محطة طوكيو ويتكون من مجموعة من الحدائق والمباني كالقصر الرئيسي (باليابانية: 宮殿، بالروماجي: Kyūden) والمنازل الشخصية للعائلة الإمبراطورية. تبلغ المساحة الإجمالية للقصر، باحتساب الحدائق، 7,41 كم² ويحتل تقريبا 12% من مساحة حي تشيودا.

## معرض صور

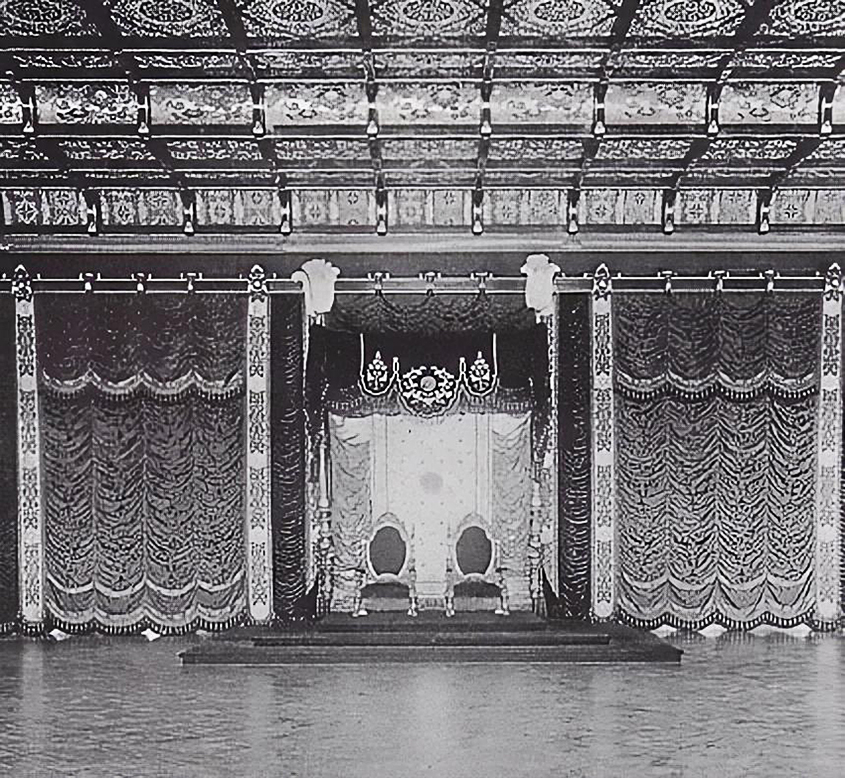
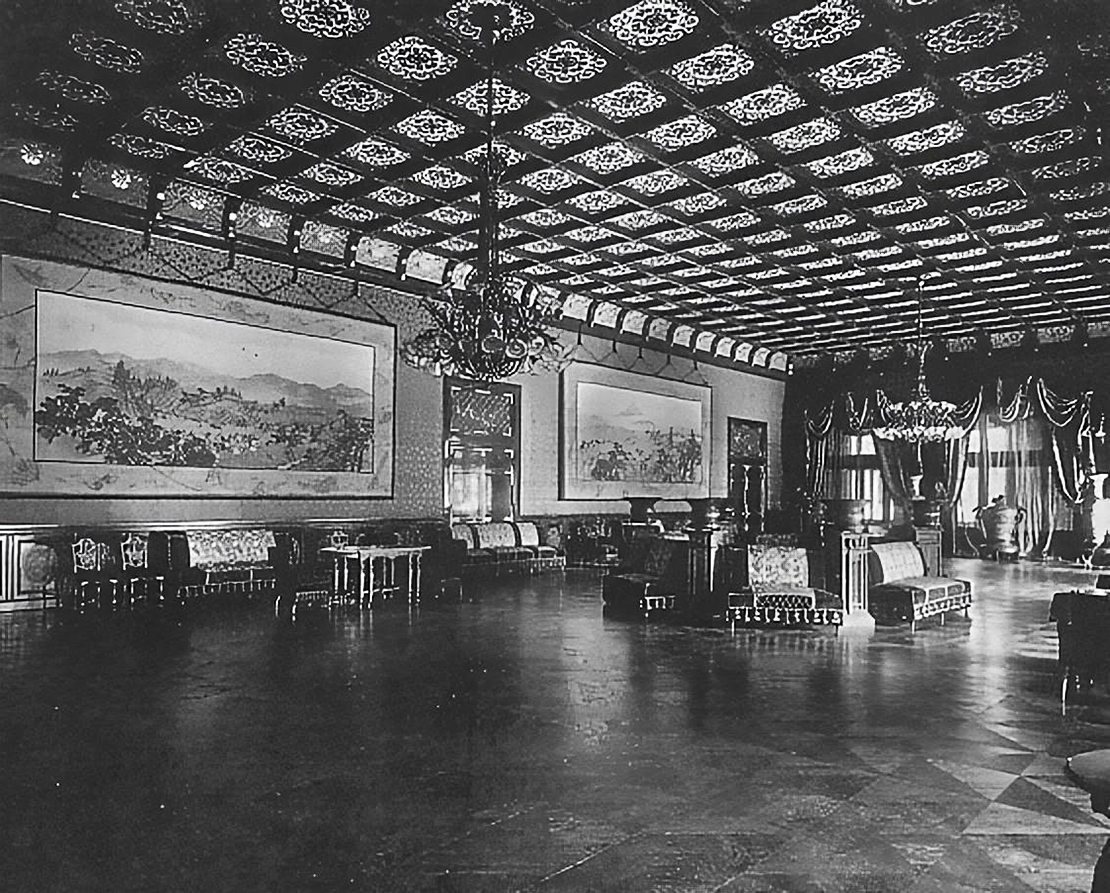
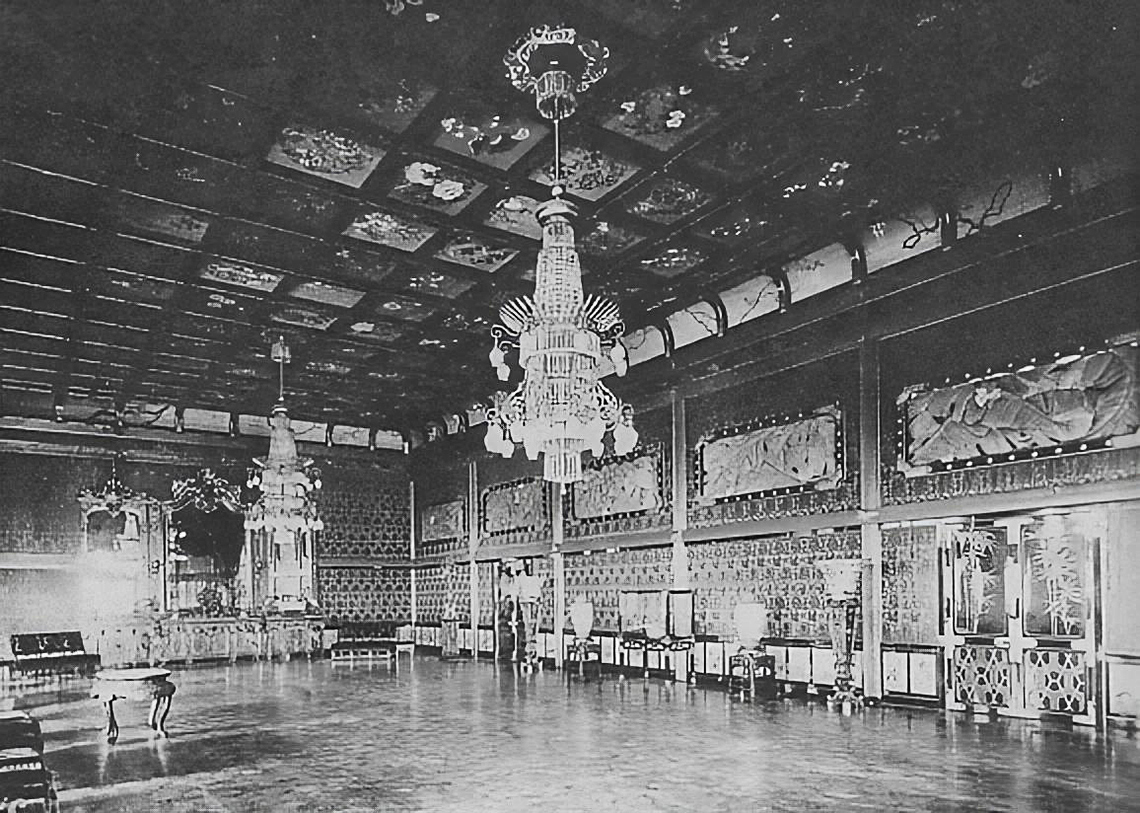
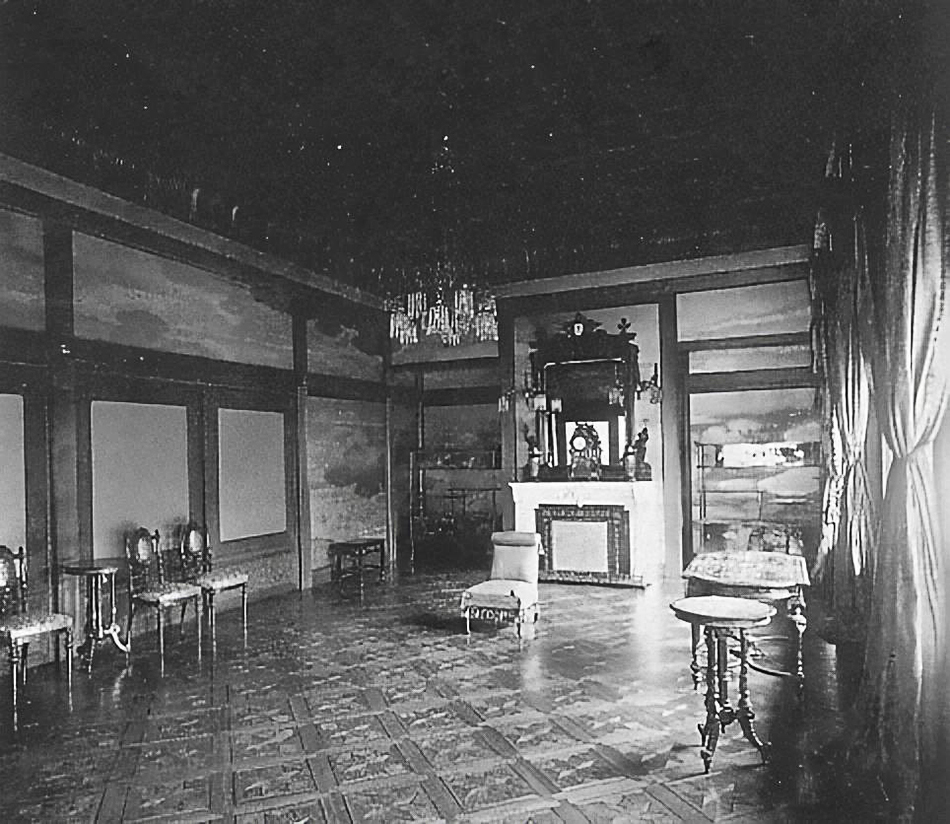
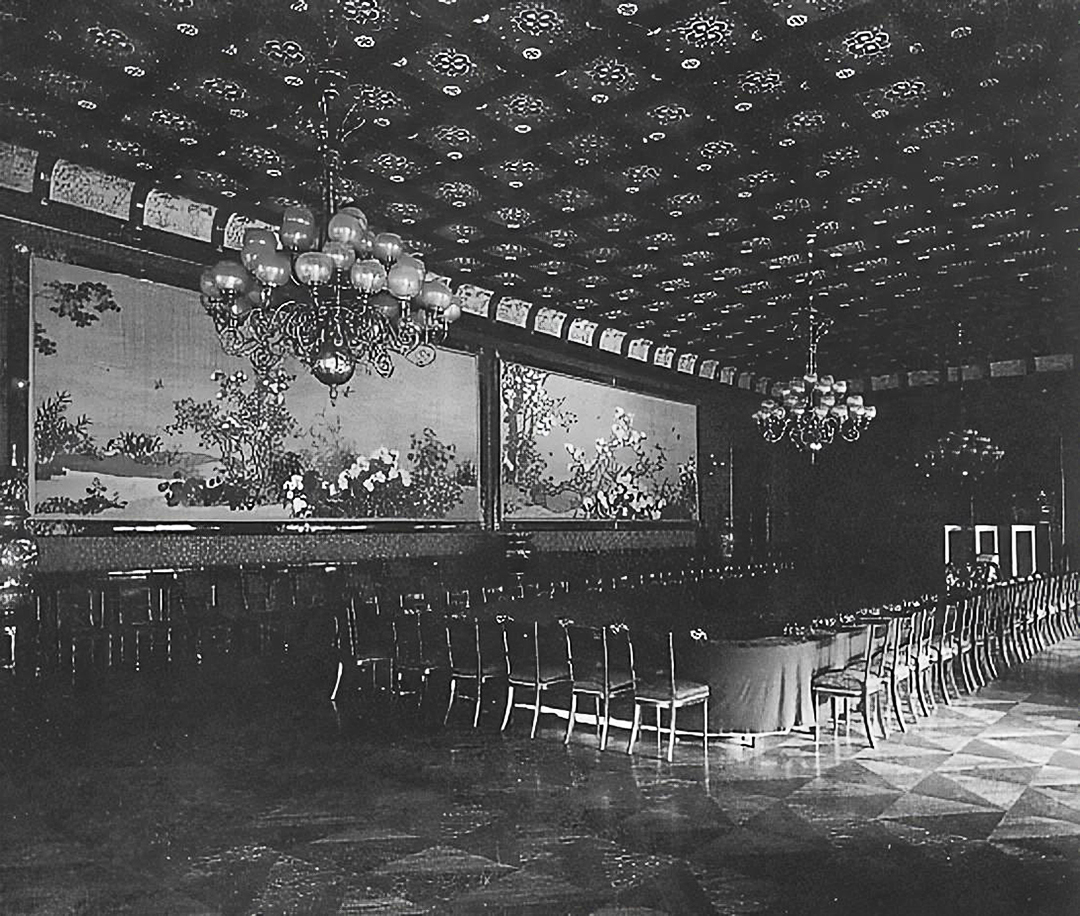
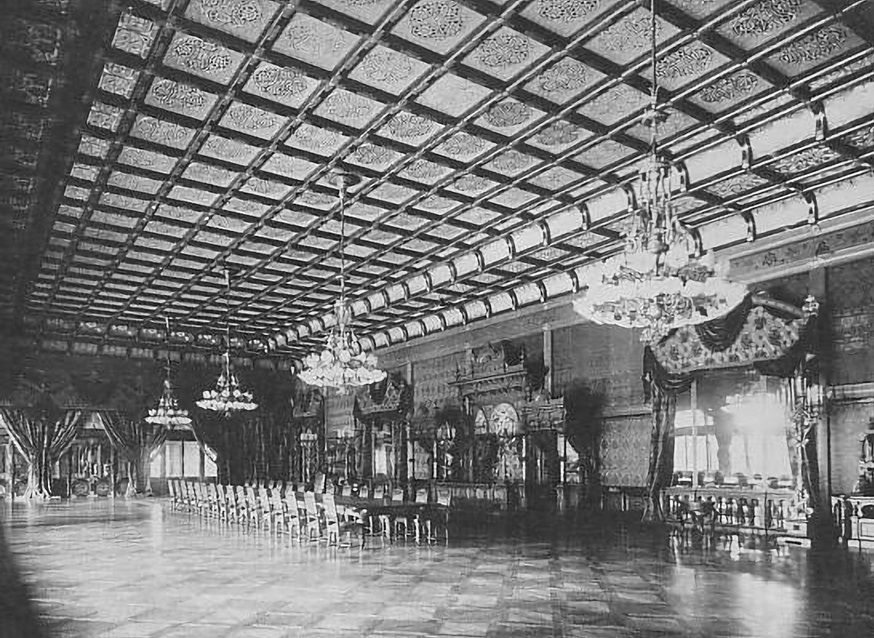

## أعلام
- ساشيكو أميرة هيسا
- أكيهيتو

## وصلات داخلية
- وكالة رعاية القصر الإمبراطوري